# Katja Wolff
Katja Wolff (* 1962 in Bremen) ist eine deutsche Regisseurin und Autorin.

## Werdegang
Katja Wolff wuchs in Wilhelmshaven auf. Nach dem Abitur studierte sie Germanistik, Theater-, Film- und Fernsehwissenschaft, Philosophie und Politik an der Johann Wolfgang Goethe-Universität in Frankfurt am Main. Danach war sie als Regieassistentin am Schauspiel Dortmund engagiert und wurde anschließend Oberspielleiterin am Hans Otto Theater in Potsdam.
Heute arbeitet Katja Wolff als freischaffende Regisseurin in Deutschland und der Schweiz. Sie inszeniert Schauspielklassiker wie „Hamlet“ (William Shakespeare), „Kabale und Liebe“ (Friedrich Schiller), „Iphigenie in Aulis“ (Euripides) oder „Miss Sara Sampson“ (Gotthold Ephraim Lessing).
Auch zeitgenössische Stücke und Uraufführungen gehören zu ihrem Metier. Zum Beispiel „Noras Baby“ (Ibsen-Variation von Matias Faldbakken) am Staatstheater Stuttgart, „Shoppen“ nach dem Filmdrehbuch von Ralf Westhoff oder „Die Maßnahme“ von Bertolt Brecht /Hanns Eisler als Schweizer Erstaufführung in Zürich. Ihre Inszenierung von „Mordslust“ (Wilfried Happel) in Bonn wurde 2003 zum NRW-Theatertreffen eingeladen.
Darüber hinaus ist Katja Wolffs Leidenschaft das Musiktheater. Sie inszeniert zahlreiche Musiktheaterstücke und Musicals wie Eveline Haslers Musical „Baborosa“ (Uraufführung am Theater St. Gallen), „Ab heute heißt du Sara“ und „Das Wunder von Neukölln“. Weitere Musiktheaterinszenierungen sind „Die Dreigroschenoper“ (Bertolt Brecht), Mozarts „Cosi fan tutte“, „Der Vetter aus Dingsda“ (Eduard Künneke), „Die Blume von Hawaii“ (Paul Abraham), „Blues Brothers“ oder „Das Appartement“. An der Oper des Nationaltheaters Mannheim inszenierte sie „Come together on Abbey Road“, am Opernhaus Wuppertal „West Side Story“, und „Hairspray“ für das Euro-Studio Landgraf. Sie verantwortete verschiedene Produktionen in der Komödie am Kurfürstendamm in Berlin, darunter „Heiße Zeiten – die Wechseljahre-Revue“, „Höchste Zeit“, „Shoppen“, „Mondscheintarif“ und „Oscar und Felix“.
Von 2016 bis 2024 hatte Wolff die künstlerische Leitung des Toppler Theaters in Rothenburg ob der Tauber inne.
Außerdem ist Katja Wolff als Autorin tätig. Gemeinsam mit Carsten Golbeck entstanden die Stücke „Oben bleiben!“ und „3 Morde, Küche, Bad“. Zudem war sie neben Tilmann von Blomberg und Carsten Gerlitz Mitautorin der Revuen „Heiße Zeiten – die Wechseljahre-Revue“, „Höchste Zeit“, „Wir sind mal kurz weg“ und „Himmlische Zeiten – Altwerden ist nichts für Feiglinge“. Mit Christian Kühn schrieb sie das Musical „Go Trabi Go“, eine Adaption des Kinofilms, das auf die Bühne der Comödie Dresden kam.
Wolff wirkt zudem als Regisseurin an Festspielen, zum Beispiel mit „Der Graf von Monte Christo“ bei den Heidelberger Schlossfestspielen, bei den Thuner Seespielen mit „Aida“ (Giuseppe Verdi nach dem Libretto von Antonio Ghislanzoni) oder mit „Im Auftrag des Herrn – Die Blues Brothers Show“ bei den Gandersheimer Domfestspielen.
Katja Wolff arbeitete als Gastdozentin unter anderem an der Hochschule für Schauspielkunst ‚Ernst Busch‘, der UdK Berlin und an der Universität St. Gallen.
Katja Wolff lebt in Berlin.

## Auszeichnungen
- Crossover Musik Theater Preis von der INTHEGA für die Uraufführung des Musicals „Moonlight Serenade – Die Glenn Miller Story“[13]
- Musiktheaterpreis der INTHEGA für das Musical „Hello, Dolly!“[14]